# Bulbophyllum skeatianum
Bulbophyllum skeatianum är en orkidéart som beskrevs av Henry Nicholas Ridley. Bulbophyllum skeatianum ingår i släktet Bulbophyllum och familjen orkidéer. Inga underarter finns listade i Catalogue of Life.